# Lamerdingen
Lamerdingen là một đô thị ở Ostallgäu bang Bayern thuộc nước Đức.